# 우크라이나의 국기

우크라이나의 국기 비율 2:3

우크라이나의 국기(우크라이나어: Державний Прапор України)는 같은 비율을 가진 파란색과 노란색 가로 줄무늬로 구성된 국기이다. 우크라이나 인민공화국 시절인 1918년에 처음으로 채택되었으며, 1992년 1월 28일에 독립과 함께 다시 국기로 채택되었다.
《우크라이나 헌법》 제20조에서는 "우크라이나의 국기는 똑같은 면적을 가진 파란색, 노란색 가로 줄무늬로 구성된 기이다."라는 조항이 명시되어 있다. 파란색은 하늘, 물을, 노란색은 밀, 불을 의미한다. 파란색, 노란색은 오랫동안 우크라이나인을 상징하는 색으로 여겨진 색이다.
1410년 타넨베르크 전투(그룬발드 전투)에 참전한 루테니아 출신 기사들이 처음으로 파란색, 노란색이 들어간 기를 사용했다. 파란색, 노란색이 들어간 기는 16세기부터 18세기까지 우크라이나 카자크 사이에서 널리 사용되었다. 1848년 리비우에서 열린 우크라이나 민족주의 진영 회의에서 파란색, 노란색이 들어간 기를 우크라이나 민족을 대표하는 기로 채택했다.

## ‎규격과 색상
우크라이나의 국기 규격과 색상은 다음과 같다.

우크라이나의 국기 규격

| 색상    | 파랑        | 노랑       |
| ------- | ----------- | ---------- |
| CMYK    | 100–53–0–28 | 0–16–100–0 |
| RGB     | 0–87–183    | 255–215–0  |
| 웹 색상 | #0057B7     | #FFD700    |

## 그 외의 기

대통령기
육군기
해군기
공군기
해상경비대기

## 역대 우크라이나의 국기

갈리치아-볼히니아 왕국의 국기 (1199년 (공국)), (1253년 (왕국)-1349년)
카자크 수장국의 국기 (1649 ~ 1764)
녹우크라이나의 국기 (1917년 ~ 1922년)
우크라이나의 비공식 국기 (1917년)
우크라이나국, 우크라이나 인민공화국의 국기 (1917년 ~ 1921년)
우크라이나 인민소비에트 공화국의 국기 (1917년 ~ 1918년)
우크라이나 인민공화국의 해군기 (1917년 ~ 1921년)
마흐노우슈치나의 국기 (1918년-1921년)
쿠반 인민공화국의 국기 (1918년-1920년)
우크라이나 소비에트 사회주의 공화국의 국기 (1919년 ~ 1929년)
우크라이나 소비에트 사회주의 공화국의 국기 (1929년 ~ 1937년)
우크라이나 소비에트 사회주의 공화국의 국기 (1937년 ~ 1950년)
우크라이나 소비에트 사회주의 공화국의 국기 (1949년 ~ 1991년)
우크라이나의 국기 (1991년 8월 24일 ~ 1992년 1월 28일)
우크라이나의 해군기 (1992년)
우크라이나의 해군기 (1994년 ~ 1997년)

## 같이 보기
- 우크라이나의 국장